# ピョートル・バドマエフ
ピョートル・アレクサンドロヴィチ・バドマエフ（ロシア語：Пётр Алекса́ндрович Бадма́ев, 英語：Pyotr Aleksandrovich Badmayev, 1851年 - 1920年）は、ブリヤート人の医師、官僚。19世紀末から20世紀初頭のロシア帝国で活動した。

## 生涯

### 出生
ザバイカルのアガ草原で遊牧生活を営む仏教徒の家に生まれる。生年については諸説あり、1849年や1850年という説があるが、ロシアの百科事典では1851年説を採用している。また、チェーカーの調査では1810年に生まれたとされている。1919年8月10日にバドマエフは「私は109歳だ」と発言したとされ、バドマエフの娘は「私が生まれた時（1907年）、父は100歳だった」と語っている。

### 医師

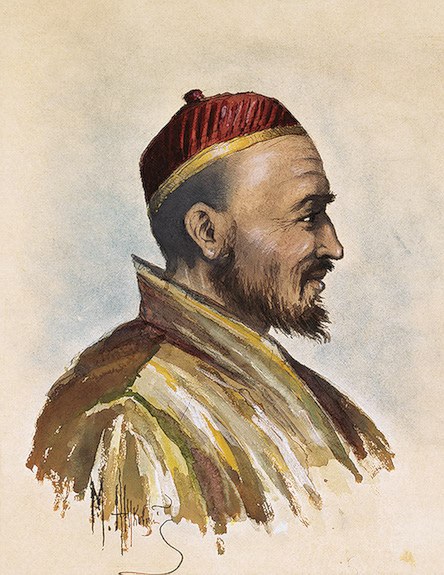
エルミタージュ美術館収蔵のバドマエフの肖像画

1871年にイルクーツクのギムナジウムを卒業したバドマエフはサンクトペテルブルク大学に入学して東洋学と医学を学び、1875年に卒業した。医学を学ぶ傍ら陸軍士官学校の軍医コースにも通ったが、卒業はしていない。その後、兄アレクサンドルの伝手でアレクサンドル3世が代父となりロシア正教会の洗礼を受け、名前をピョートル1世にあやかり「ピョートル・バドマエフ」に改名した。1875年に外務省アジア局に入省し、兄アレクサンドルの死後はポクロンナヤの丘に薬局を開設してロマノフ家の皇族たちの治療に携わるようになった。そのため、バドマエフはアレクサンドル3世やニコライ2世から信頼を得るようになった。
バドマエフは薬局の庭で栽培したハーブを調合した独自の薬を処方した。著名な患者として内務大臣のアレクサンドル・プロトポポフがおり、また、フェリックス・ユスポフや協力関係にあったグリゴリー・ラスプーチンによると、ニコライ2世、アレクサンドラ皇后、アレクセイ皇太子にも薬を処方していたという。当時のロシア貴族の間では神秘主義やチベット世界観が流行しており、バドマエフもチベット医学書の翻訳をしている。1877年に上流階級の令嬢ナジェージダ・ヴァシリエヴナと結婚した。1881年から1883年にかけて清、チベット、モンゴルを旅し、その途中でクロンシュタットのイオアンの元を訪れている。

### 外務官僚

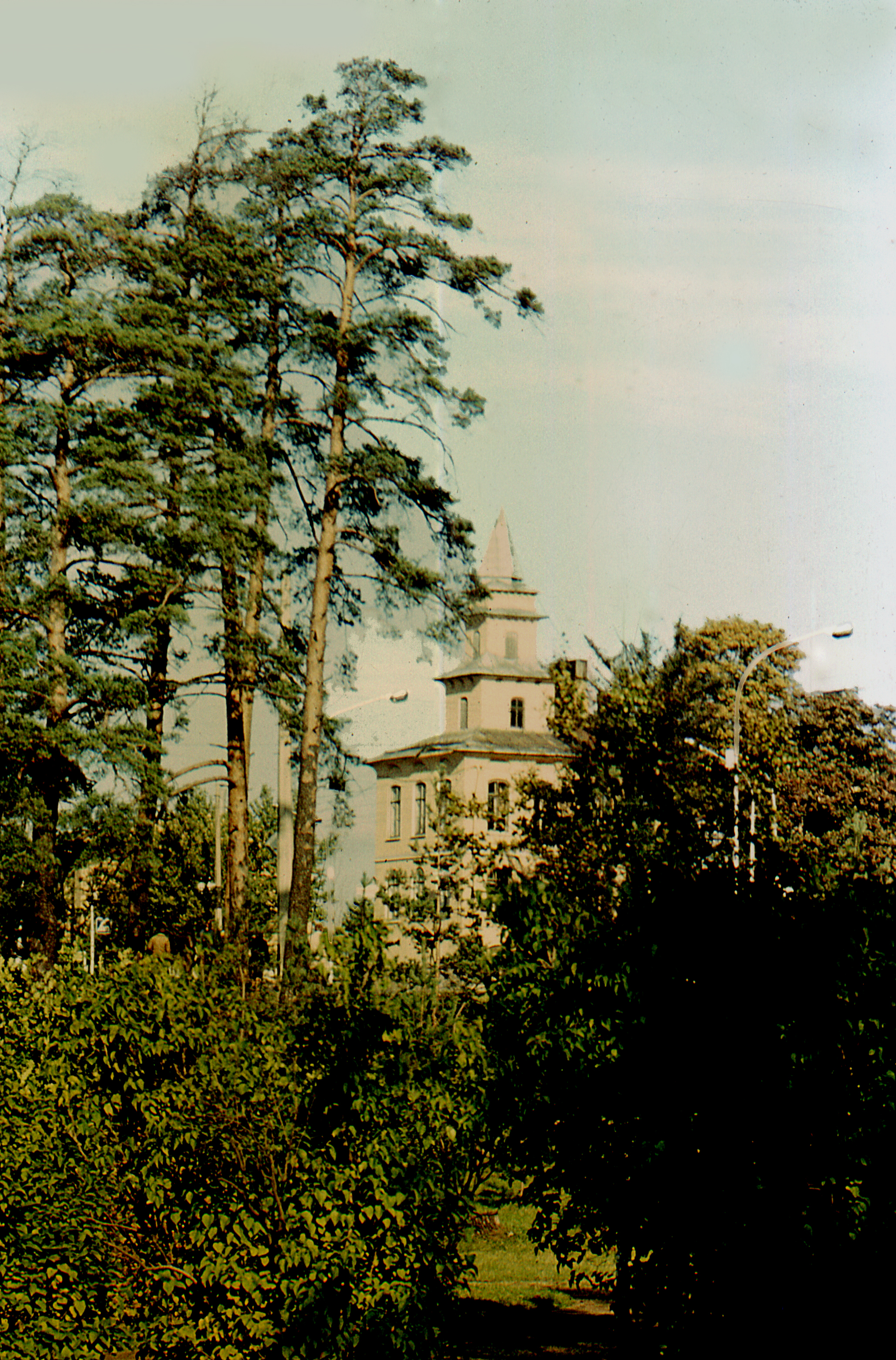
ポクロンナヤの丘にあったバドマエフの屋敷。ソ連時代に道路工事のため破壊された。

外務省アジア局ではグレート・ゲームにおけるロシア外交に関与し、諜報員の身許を偽装するためチタに商社を設立した。この商社では1895年にモンゴル初の民間新聞を発行した他、競走馬の品種改良を行い、1909年には金鉱山の採掘を目的とした商社を新たに設立している。
極東はアレクサンドル3世がシベリア鉄道を敷設したことにより急速に開発が進み、バドマエフは鉄道を南へ延伸してチベットにも繋げることを計画し、「蘭州、チベット、モンゴルを鉄道で繋ぐことで、中国の経済はロシアの手中に落ちます。これにヨーロッパ勢力は対抗出来ません」と提案している。大蔵大臣のセルゲイ・ヴィッテはバドマエフの提案に興味を持ち、アレクサンドル3世に対して「ロシアの国益の観点から見て、バドマエフの提案は非常に重要な政治的意義を持ちます」と報告しているが、この提案は実現することはなかった。
また、イギリスに占領されることを危惧し、その前に中国、モンゴル、チベットを併合するべきと熱心に主張し、1893年に計画実現のためにモンゴル人を武装させて尖兵に利用することをアレクサンドル3世に書面で提案していた。バドマエフは「中国は専制支配の国のため、立憲君主国家のイギリスよりも専制君主国家のロシアに支配されることを容易に受け入れる」と主張していた。アレクサンドル3世は「提案は素晴らしいものだが、成功の可能性を信じることは難しい」と返答して受け入れなかったが、バドマエフはその後も独自に計画を進めモンゴル、チベットを相次いで訪れた他、ニコライ2世の側近であるエスペル・ウフトムスキーに計画実現を訴えている。しかし、ニコライ2世も父帝と同様にバドマエフの計画を「幻想的」と一蹴して相手にしなかった。
1904年1月1日に「ロシアはチベットに関して有効な政策を出していません。イギリスはチベットを狙っていますが、ロシアの人々は誰もイギリスの真の恐ろしさを理解していません」とニコライ2世に書簡を送っている。2日後、バドマエフはニコライ2世の個人的な依頼を受けチベットに向かった。ニコライ2世の依頼は「チベットの現状調査とチベット人の反英感情の醸成」というものだったが、日露戦争の勃発により工作の遂行を断念している。1911年から1916年にかけて、モンゴルへの鉄道延伸計画に参加した。

### 死去
1917年に二月革命が勃発すると、バドマエフはロシア臨時政府に逮捕されヘルシンキに追放される。1919年末にエカチェリーナ2世級戦艦のチェスマに乗せられ、1920年初頭にペトログラード（サンクトペテルブルクから改名）の収容所に移送される。同年にバドマエフは収容所内で死去し、遺体は8月1日にシュバーロフ墓地に埋葬された。

## 家族
兄アレクサンドル・バドマエフはチベット医学を学び医師となり、その技量をアレクサンドル2世に認められ、サンクトペテルブルクで医療活動に従事することを許可されていた。
甥ニコライ・バドマエフはキスロボーツクにチベット医学の診療所を開業し、マクシム・ゴーリキー、アレクセイ・ニコラエヴィッチ・トルストイ、ニコライ・ブハーリン、ヴァレリヤン・クイビシェフなどのソ連共産党幹部の治療を行っていたが、1939年に逮捕され処刑された。
妻ナジェージダは20年間収容所生活を送った後釈放され、孫とともに晩年を過ごした。孫は後に祖父バドマエフの回顧録を出版している。バドマエフの親族は現在もチベット医学の研究に携わっている。

## チベット神秘主義との関係
バドマエフはチベット神秘主義組織グリーン・ドラゴンの一員だった。グリーン・ドラゴンは神智学協会やトゥーレ協会と関係を持ち、バドマエフの他にアレクサンドラ皇后やラスプーチン、カール・ハウスホーファーもメンバーだったという説がある。